# Hartge

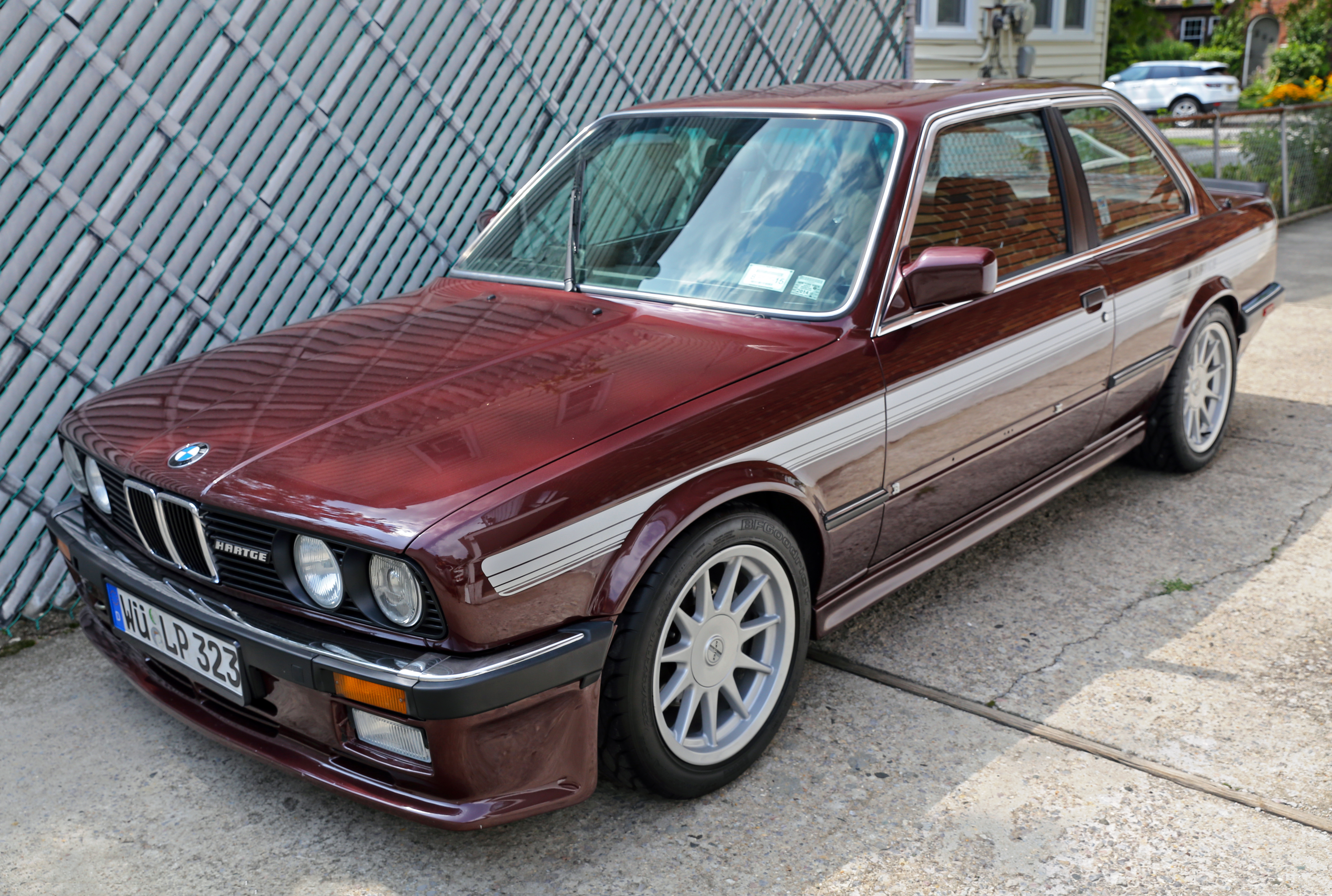
Hartge H23

De Herbert Hartge GmbH & Co. KG was een Duits tuningbedrijf dat zich vooral op BMW's richtte. Later breidde Hartge zijn activiteiten in beperkte mate uit naar andere merken binnen de BMW groep, zoals Mini. 
Hartge bouwde ook enkele bijzondere projecten op basis van wagens van merken buiten de BMW groep, waaronder een Mercedes 300E met een BMW M88 blok.

## Geschiedenis
Het bedrijf werd in 1971 opgericht in Merzig en verhuisde later naar Beckingen. In 1985 werd Hartge als autofabrikant erkend waardoor ze een Hartge Motorsport VIN kregen in plaats van een BMW VIN.
Hartge was gespecialiseerd in het plaatsen van motoren uit grotere BMW-modellen in kleinere BMW-modellen. Zo bouwden ze onder andere een E87 1-serie met een S62 V8 motor van de E39 M5 en Z8. Ze bouwden ook een E34 5-serie met M70B50 V12. Deze motoren kregen dan ook nog eens extra vermogen.
Hartge was samen met Irmscher betrokken bij de ontwikkeling en productie van de Renault Safrane BiTurbo.

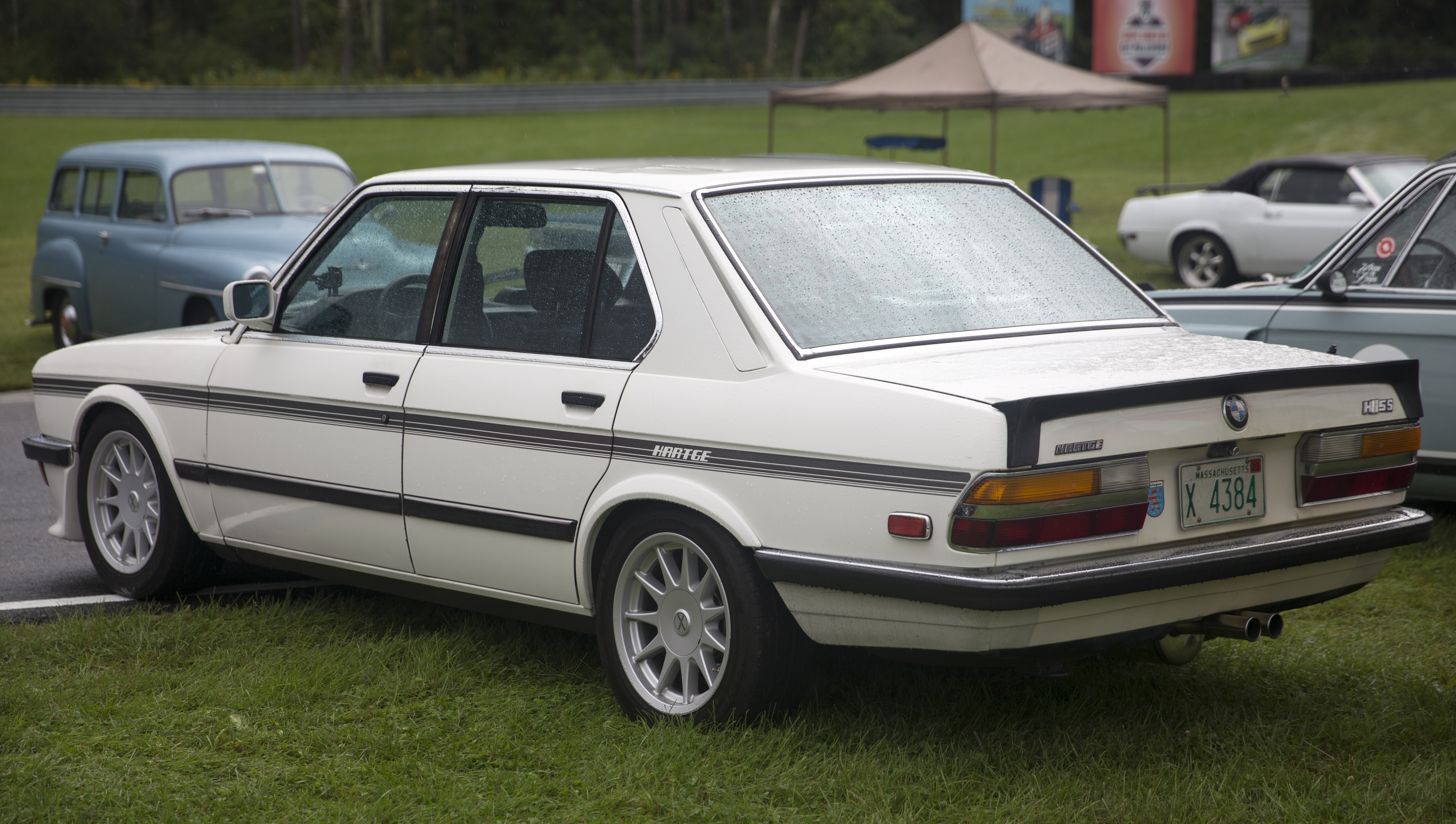
Hartge H5s

In 2019 werd Hartge geliquideerd en uit het handelsregister geschrapt.

## Enkele modellen
| Model | Basis      | pk  | 0-100 km/u   | Topsnelheid |
| ----- | ---------- | --- | ------------ | ----------- |
| H23   | 323i E30   | 170 | 7,9 seconden | 212 km/u    |
| H26   | 323i E30   | 190 | 7,1 seconden | 220 km/u    |
| H28   | 323i E30   | 210 | 7,0 seconden | 229 km/u    |
| H35   | 323i E30   | 250 | 5,9 seconden | 248 km/u    |
| H5s   | 528i E28   | 240 | 6,8 seconden | 230 km/u    |
| H5sp  | 528i E28   | 255 | 6,6 seconden | 240 km/u    |
| H6s   | 635Csi E24 | 240 | 6,8 seconden | 235 km/u    |
| H7s   | 735i E23   | 240 | 7,2 seconden | 224 km/u    |

Abt · AC Schnitzer · Alpina · ASI · ASI Green · Brabus · Carlsson · Edo Competition · FAB-Design · Gemballa · Hamann  · Hartge · Hofele · JE Design · Koenig Specials · Lotec · Lumma · Mamerow · Mansory · Manthey · MTM · MS design · Musketier · Nothelle · Novitec · Novitec Rosso · Novitec Tridente · Roock · RS-Tuning · TechArt · VH · Zender · Mazdaspeed · Mugen · Nismo · Abbes · Madeno Racing · Mathijssen Technics · Total Car Concept · Ohlsen Developments · Königseder · O.CT Tuning GmbH · Bronto · Lada Tool · Air Design · Lingenfelter · Abbott · Autodelta · Breyton · Rinspeed · Sportec